# GM49
GM49 – węgierska grupa muzyczna, istniejąca w latach 1980–1986. W 2009 roku reaktywowana przez Miklósa Gallę pod nazwą GM több mint 49 (węg. GM ponad 49). Twórczość zespołu charakteryzuje się humorystycznymi tekstami.

## Skład zespołu

### GM49
- Miklós Galla – wokal, gitara, instrumenty klawiszowe
- Gábor Deák – saksofon
- Csaba Horváth – wokal, gitara basowa
- Géza Birta – instrumenty perkusyjne
- Tamás Gay – instrumenty klawiszowe
- Gérard – wokal

### GM több mint 49
- Miklós Galla – wokal, akordeon
- Ádám Nagy – wokal, gitara
- Tomi Pulius – wokal, instrumenty klawiszowe
- Zozi Demeter – wokal, gitara basowa
- Kristóf Molnár – instrumenty perkusyjne

## Dyskografia
- Kötöde / Hullám-reggae (singel) (1982)
- Csináljatok valamit / A kása forrón jó (singel) (1982)
- Digitális majális (1985)